# Beckley (Sussex de l'Est)
Pour les articles homonymes, voir Beckley.
Beckley est une paroisse civile et un village du Sussex de l'Est, en Angleterre.